# Bahrain
Das Königreich Bahrain [ˌbaχˈʀaɪ̯n] (arabisch البحرين al-Bahrain, DMG al-Baḥrayn, lokale Aussprache [æl baħˈreːn]) ist ein aus 33 Inseln bestehender Staat in einer Bucht im Persischen Golf in Vorderasien, östlich von Saudi-Arabien und westlich von Katar (ca. 35 km Luftlinie). Die Fläche des Archipels ist rund 750 km² (nach künstlichen Aufspülungen). Der Name al-Bahrain bedeutet im Arabischen „die zwei Meere“.
Bahrain gehört zu den reichen Ländern der arabischen Welt. Es stand 2023 auf Platz 26 in der Liste der Länder geordnet nach dem Bruttoinlandsprodukt (BIP-KKP) pro Kopf. Das Entwicklungsprogramm der Vereinten Nationen zählt Bahrain zu den Ländern mit sehr hoher menschlicher Entwicklung.
Der Islam ist in Bahrain Staatsreligion und die Scharia ist die Hauptquelle der Gesetzgebung. Die Mehrheit der Bevölkerung sind Schiiten, die politische Macht aber halten die Sunniten. Bahrain ist ähnlich wie das gegenüberliegende Saudi-Arabien eine Monarchie. Die Bindung der beiden Königshäuser gilt als eng, und saudische Streitkräfte halfen bspw., den Aufstand der Schiiten 2011 niederzuschlagen. Durch die autoritäre Regierung Bahrains kommt es regelmäßig zu schwerwiegenden Verletzungen der Menschenrechte. Frauen werden in Bahrain signifikant benachteiligt.

## Geographie

### Lage

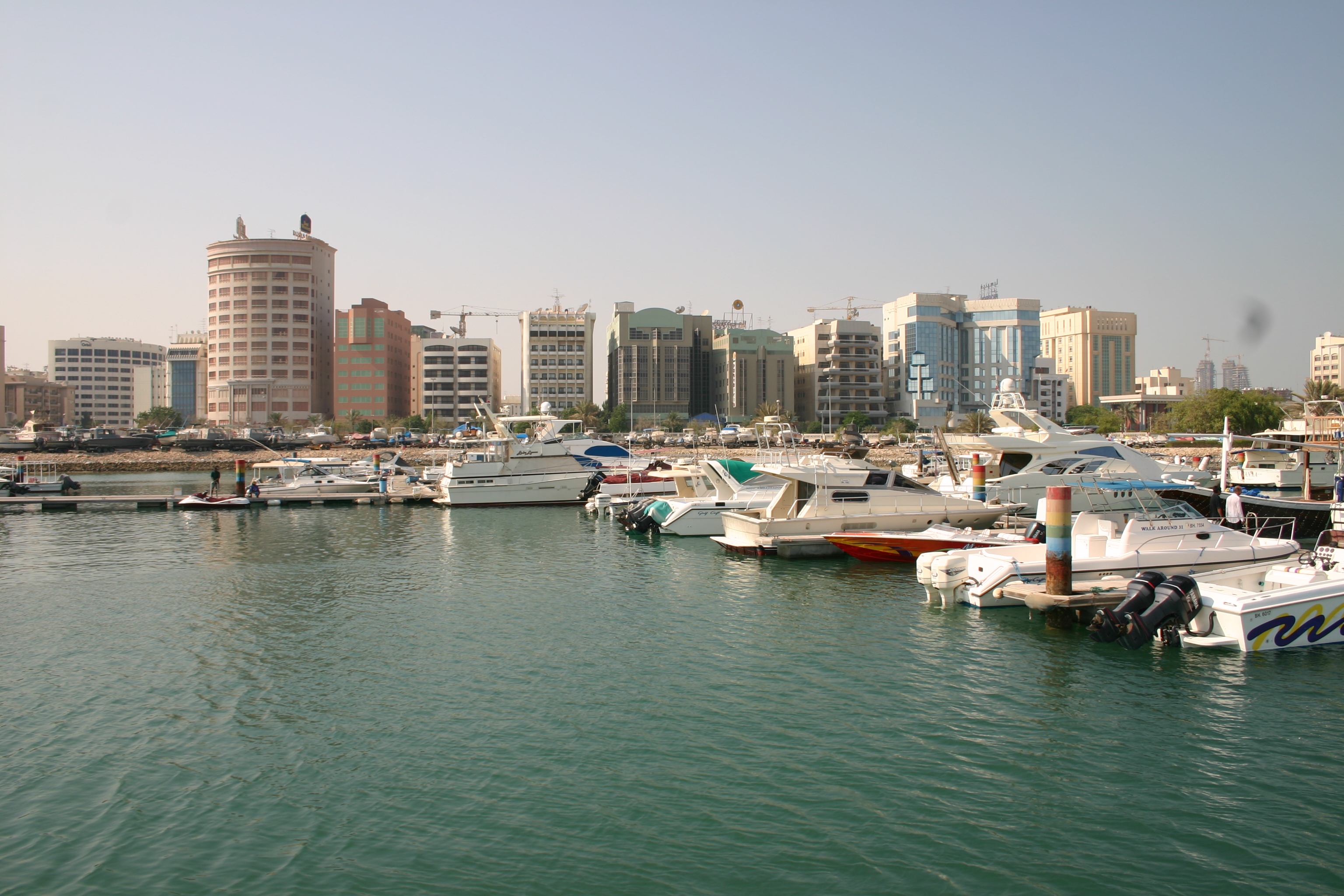
Manama, Hauptstadt von Bahrain

Die Hauptinsel Bahrain (620 km²) hat eine längliche Form von 49 km × 18 km. Sie ist ein 30 bis 60 m hohes Kalkplateau und überwiegend von Sanddünen bedeckt. Die Insel ist seit 1986 über den King Fahd Causeway, eine 25 km lange Brücke, mit Saudi-Arabien verbunden. Im Zentrum erhebt sich der 135 m hohe Dschabal ad-Duchan. Im Süden und Südwesten erstrecken sich Sandflächen und Salzsümpfe. Nur der nördliche Küstenbereich ist durch artesische Brunnen und Karstquellen landwirtschaftlich nutzbar. Weitere große Inseln sind al-Muharraq, Sitra, Amwaj, Hawar und Umm Nasan. Sie sind meist felsig und ragen kaum über den Meeresspiegel hinaus.
Die Hauptstadt Manama liegt im Nordosten mit etwa 158.000 Einwohnern. Im Osten liegt der Tiefwasserhafen Mina Salman, der sowohl von den Streitkräften Bahrains als auch von Kreuzfahrtschiffen angelaufen wird.
In vielen Teilen Bahrains wurden seit Anfang des 21. Jahrhunderts umfangreiche Landaufschüttungen begonnen. Die Gesamtfläche aller vorgelagerten Inseln, Halbinseln, neuer Buchten usw. beläuft sich inzwischen auf rund 30 km², von denen erst ein geringer Teil bebaut wurde. Ziel ist es – analog den künstlichen Flächen in Dubai und Abu Dhabi – wasserumspülte Parzellen zu gewinnen, um sie zu bebauen. Aufgrund der Immobilienkrise von 2009 stehen mittlerweile viele Bauvorhaben still, wie z. B. die drei Twisted Towers bei Seef oder die elf Marina-West-Hochhäuser in Budaiya. Die Hochhäuser stehen im Rohbau. Viele – auch westliche – Investoren verloren ihr Geld.

### Klima
Bahrain hat feuchtwarmes subtropisches Klima mit hoher Luftfeuchtigkeit. Überwiegend weht ein feuchtheißer Wind aus Nordwesten (Schamal), mitunter auch trockenheißer Südwind (Qaus) aus der Wüste Rub al-Chali (dt.: Große Arabische Wüste). Die Monatsmitteltemperaturen liegen zwischen 17 °C (Januar) und 33,5 °C (Juli), die Niederschläge betragen nur 70 mm. Bahrain hat eine hohe Feinstaubbelastung.
|                       | Jan  | Feb  | Mär  | Apr  | Mai  | Jun  | Jul  | Aug  | Sep  | Okt  | Nov  | Dez  |   |      |
| Mittl. Tagesmax. (°C) | 20,0 | 21,2 | 24,7 | 29,2 | 34,1 | 36,4 | 37,9 | 38,0 | 36,5 | 33,1 | 27,8 | 22,3 | ⌀ | 30,1 |
| Mittl. Tagesmin. (°C) | 14,1 | 14,9 | 17,8 | 21,5 | 26,0 | 28,8 | 30,4 | 30,5 | 28,6 | 25,5 | 21,2 | 16,2 | ⌀ | 23   |
|                       |      |      |      |      |      |      |      |      |      |      |      |      |   |      |
| Niederschlag (mm)     | 14,6 | 16,0 | 13,9 | 10,0 | 1,1  | 0    | 0    | 0    | 0    | 0,5  | 3,8  | 10,9 | Σ | 70,8 |
|                       |      |      |      |      |      |      |      |      |      |      |      |      |   |      |
| Regentage (d)         | 2,0  | 1,9  | 1,9  | 1,4  | 0,2  | 0    | 0    | 0    | 0    | 0,1  | 0,7  | 1,7  | Σ | 9,9  |

| 14,1 |

| 14,9 |

| 17,8 |

| 21,5 |

| 26,0 |

| 28,8 |

| 30,4 |

| 30,5 |

| 28,6 |

| 25,5 |

| 21,2 |

| 16,2 |

| 14,1 |

| 14,9 |

| 17,8 |

| 21,5 |

| 26,0 |

| 28,8 |

| 30,4 |

| 30,5 |

| 28,6 |

| 25,5 |

| 21,2 |

| 16,2 |

### Flora und Fauna

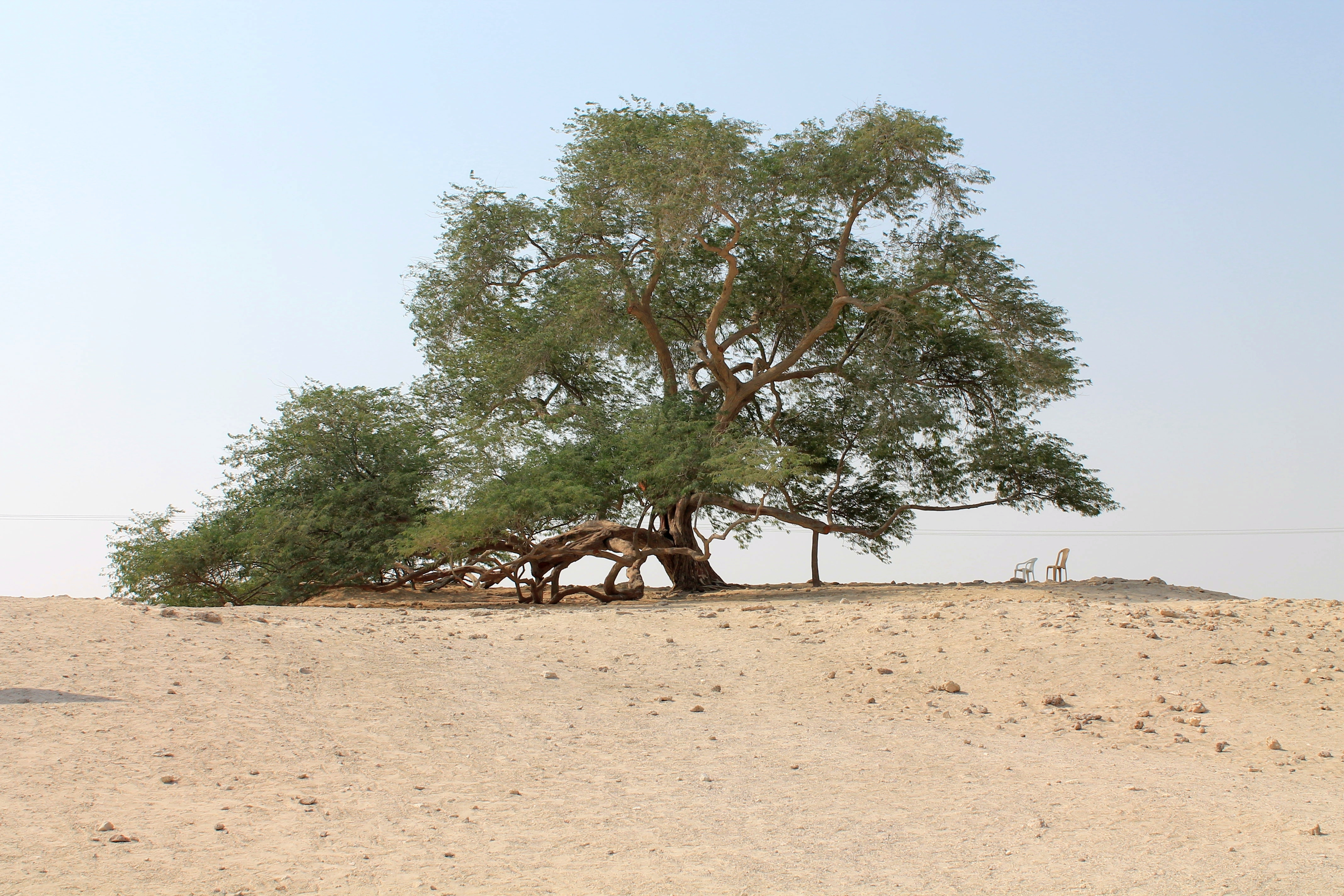
Der Schadscharat al-Haya, ein 400 Jahre alter Mesquite-Baum der Art Prosopis cineraria (Khejribaum), der als Naturwunder gilt

Auf der Hauptinsel herrscht bis auf die landwirtschaftliche Zone Wüstenvegetation vor. Die artenarme Tierwelt besteht hauptsächlich aus Echten Eidechsen, Wüstenspringmäusen und Mangusten. Gazellen und Hasen sind nahezu ausgerottet. Der Al-Aree Wildlife Park and Reserve dient dem Schutz verschiedener Tiergruppen und konnte eine erfolgreiche Wiederansiedlung von gefährdeten Antilopen-Arten wie der Kropfgazelle (Gazella subgutturosa, englisch Arabian sand gazelle) erreichen. Bahrains Waldfläche weist weltweit den größten prozentualen Zuwachs auf, und zwar um 14,9 % zwischen 1990 und 2000. Berühmt ist der Schadscharat al-Haya (Baum des Lebens), ein jahrhundertealter großer Baum in der Wüste.
Bahrain unterschrieb 1996 die Konvention zur Erhaltung der Biologischen Vielfalt (CBD), jedoch nicht das Nagoya-Protokoll, das den gerechten Vorteilsausgleich von reichen und armen Staaten in Sachen Naturschutz regelt (Access & Benefit Sharing).

### Städte
Im Jahr 2023 lebten 90 Prozent der Einwohner Bahrains in Städten. Die größten Städte Bahrains sind (Stand 1. Januar 2011):
- Manama (158.000 Einwohner)
- ar-Rifāʿ al-gharbī (117.000 Einwohner)
- al-Muharraq (109.000 Einwohner)
- Madīnat Hamad (85.000 Einwohner)
- ʿĀlī (66.000 Einwohner)
- Sitra (42.000 Einwohner)
- Madinat Isa (41.000 Einwohner)
- al-Budayyiʿ (38.000 Einwohner)

## Bevölkerung

### Demografie
Bahrain hatte 2022 1,5 Millionen Einwohner. Das jährliche Bevölkerungswachstum betrug + 0,6 %. Zum Bevölkerungswachstum trug ein Geburtenüberschuss (Geburtenziffer: 11,5 pro 1000 Einwohner vs. Sterbeziffer: 2,5 pro 1000 Einwohner) bei. Die Anzahl der Geburten pro Frau lag 2022 statistisch bei 1,8. Der Median des Alters der Bevölkerung lag im Jahr 2021 bei 32,7 Jahren. Im Jahr 2023 waren 19,9 Prozent der Bevölkerung unter 15 Jahre, während der Anteil der über 64-Jährigen 4,0 Prozent der Bevölkerung betrug. Die Lebenserwartung der Einwohner Bahrains ab der Geburt lag 2022 bei 79,2 Jahren (Frauen: 80,5, Männer: 78,2).
| Jahr | Einwohner | Jahr | Einwohner |
| ---- | --------- | ---- | --------- |
| 1950 | 116.000   | 1990 | 496.000   |
| 1960 | 162.000   | 2000 | 665.000   |
| 1970 | 213.000   | 2010 | 1.241.000 |
| 1980 | 360.000   | 2020 | 1.702.000 |

Von den 1,3 Millionen Einwohnern des Inselstaates im Jahr 2013 waren 614.830 Ansässige und 638.361 zugewanderte Ausländer (Volkszählung 2013). Im März 2012 waren laut LMRA (Labour Market Regulatory Authority) 371.183 Ausländer in Beschäftigungsverhältnissen. Im Jahre 2017 waren 48,4 % der Bevölkerung Migranten.
Inder führen mit 192.500 Menschen, gefolgt von 71.915 Bangladeschern, 32.443 Pakistanern, 21.661 Philippinern, 16.294 Nepalesen, 6470 Ägyptern und 5254 Ceylonesen. Zusätzlich sind auch Bidun, staatenlose Menschen arabischer Herkunft, zu finden. Der Bidunstatus wird vererbt und hat erhebliche soziale Diskriminierung zur Folge. Im privaten Sektor waren 351.314 Ausländer, 329.165 Männer und 22.149 Frauen, beschäftigt. Im ersten Quartal 2011 waren noch 453.661 Ausländer in Bahrain beschäftigt. Die ausländischen Arbeitnehmer hatten 82.000 Abhängige, 33.801 Ehegatten und 49.026 Kinder.

### Sprachen
Amtssprache ist Arabisch, während Englisch als Bildungs- und Handelssprache weit verbreitet ist. Weitere Sprachen sind Persisch und Urdu.

### Religion
Der Islam, dem 70,2 % der Gesamtbevölkerung (einschließlich ausländischer Staatsangehöriger; Stand: Volkszählung 2011) angehören, ist Staatsreligion. Der größte Teil der bahrainischen Staatsangehörigen ist – anders als in den benachbarten arabischen Staaten, jedoch ebenso wie in der benachbarten saudischen Ostprovinz asch-Scharqiyya – schiitisch. Das Herrscherhaus selbst ist sunnitisch.
Die Volkszählung 2001 ergab einen Anteil von 9 % Christen an der Gesamtbevölkerung und 9,8 % Anhänger sonstiger Glaubensrichtungen, vor allem des Hinduismus. In Bahrain leben etwa 90.000 Katholiken. Zusammen mit Katar, Kuweit und Saudi-Arabien bildet Bahrain das Apostolische Vikariat Nördliches Arabien der katholischen Kirche. Bei der Volkszählung 2011 wurde lediglich der Anteil der Nichtmuslime erhoben, ohne zwischen einzelnen nichtislamischen Religionen und Atheisten zu unterscheiden. In Bahrain lebt noch eine kleine Gemeinde von circa 30 Juden und es ist das einzige arabische Land am Persischen Golf mit einer Synagoge für die jüdische Gemeinde.

### Gesundheit
Die Gesundheitsausgaben des Landes betrugen im Jahr 2021 4,3 % des Bruttoinlandsprodukts. Die Sterblichkeit bei unter 5-jährigen betrug 2022 6,5 pro 1000 Lebendgeburten.

## Geschichte
Bahrain wurde bereits in prähistorischer Zeit besiedelt. Unter dem Namen Dilmun existierte im 3. Jahrtausend v. Chr. eine blühende Kultur, die aus sumerischen Texten bekannt ist und auf dem Gebiet des heutigen Bahrain vermutet wird. Damals entstand die Stadt Qalʿat al-Bahrain. Um 2000 v. Chr. verliefen hier die Handelswege der Sumerer und Babylonier nach Indien. Zeitweise stand die Insel unter kassitischer Herrschaft, ein kassitischer Statthalter ist aus Briefen bekannt. Um 650 v. Chr. eroberten die Assyrer das Land, und im 6. Jahrhundert v. Chr. gliederte es das Achämenidenreich in das Persische Reich ein. Damit verbunden war eine starke persische Einwanderung.
Im Jahr 324 v. Chr., als Alexander der Große mit seinem Heer vom Indus zurückkehrte, landete sein Admiral Androsthenes auf Bahrain. In seiner Umfahrung der indischen See (gr. Ὁ τῆς Ἰνδικῆς παραπλοῦς) beschreibt er die Insel Tylos und deren Bewohner. Die Insel dürfte Teil des Seleukidenreichs geworden sein und war ab ca. 130 v. Chr. Teil der Charakene, einer Provinz des Partherreiches. Mit dem Untergang des Parthischen Reiches wurde Tylos Teil des Sassanidenreiches.
630 n. Chr. wurde die Insel von den Arabern erobert. Der Islam wurde die vorherrschende Religion. Vom 8. Jahrhundert an übten Bagdad und Damaskus, vom 13. Jahrhundert wieder die Perser die Kontrolle über das Land aus, bis es 1515 portugiesisch wurde.
Im 17. und 18. Jahrhundert kam Bahrain erneut unter persische Oberhoheit, wurde jedoch 1783 unter der arabischen Dynastie Al Chalifa selbständig. Zwar geriet es 1820 durch einen Schutzvertrag mit der britischen Ostindienkompanie wieder in Abhängigkeit; jedoch gaben die Briten dem Land innere Autonomie und Schutz vor persischen und osmanischen Angriffen. Seit 1867 war Bahrain britisches Protektorat. Zu dieser Zeit wurde es manchmal noch Bahrein genannt.
Im Jahre 1932 begann die BAPCO (Bahrain Petroleum Company) mit der Erdölförderung und brachte den Herrschern des Landes immensen Wohlstand. Bahrain wurde außerdem einer der wichtigsten militärischen Stützpunkte des Vereinigten Königreiches im Nahen Osten.
Scheich Isa bin Salman Al Chalifa erklärte am 14. August 1971 die Unabhängigkeit. Er schloss einen Tag später einen Freundschaftsvertrag mit Großbritannien und erklärte sich zum Emir. Seit 1971 befindet sich auf Bahrain ein US-amerikanischer Luft- und Flottenstützpunkt. Iran hatte bis weit ins 20. Jahrhundert hinein Ansprüche auf Bahrain erhoben und sich dabei auf die einstige persische Herrschaft berufen. Erst im Januar 1970 erkannte das von Schah Mohammad Reza Pahlavi regierte Land die Souveränität des Landes an. Im Februar 1979 wurde diese Vereinbarung wieder rückgängig gemacht; seitdem erhebt Iran erneut Ansprüche auf das Land, dessen Bevölkerung mehrheitlich schiitisch ist. 1973 erhielt Bahrain eine Verfassung und es wurden Parlamentswahlen abgehalten. 1975 wurde die Verfassung ausgesetzt, das Parlament aufgelöst und die absolute Monarchie des Chalifa-Clans proklamiert. Erst 1993 wurde wieder eine Ratsversammlung (Madschlis asch-Schura) eingesetzt. Im Dezember 1998 flogen US-amerikanische Bomberflugzeuge vom Typ B-1 vom Scheich-Isa-Luftwaffenstützpunkt Luftangriffe gegen den Irak. Im März 1999 starb Emir Scheich Isa, woraufhin sein Sohn Scheich Hamad bin Isa Al Chalifa die Regierungsgeschäfte übernahm.
Am 14./15. Februar 2001 erfolgte ein Referendum über die sogenannte National Action Charter. Ein Jahr später, am 14. Februar 2002, verkündete der Emir eine neue Verfassung, die unter anderem die Umwandlung in ein Königreich, vor allem aber eine Wiedereinsetzung des seit 1975 nicht mehr einberufenen Parlaments, allerdings in einer modifizierten Ausgestaltung, vorsah.
Seit den Unruhen in der Arabischen Welt, die in Tunesien begonnen hatten, treten seit Februar 2011 auch in Bahrain massive Bürgerproteste gegen die Regierung auf. Dabei gab es mehrere Tote. Die Hintergründe und die Situation im Lande unterscheiden sich jedoch von denen in den betroffenen Ländern Nordafrikas wesentlich.
In den Protesten vom März 2011 demonstrierte die schiitische Opposition gegen die sunnitische Regierung. Diese ersuchte Saudi-Arabien um Hilfe, das etwa 1000 Soldaten und 500 Polizisten entsandte. Die Islamische Republik Iran protestierte scharf dagegen.
Im September 2020 wurde ein Friedensvertrag zwischen Israel und Bahrain geschlossen.

## Politik

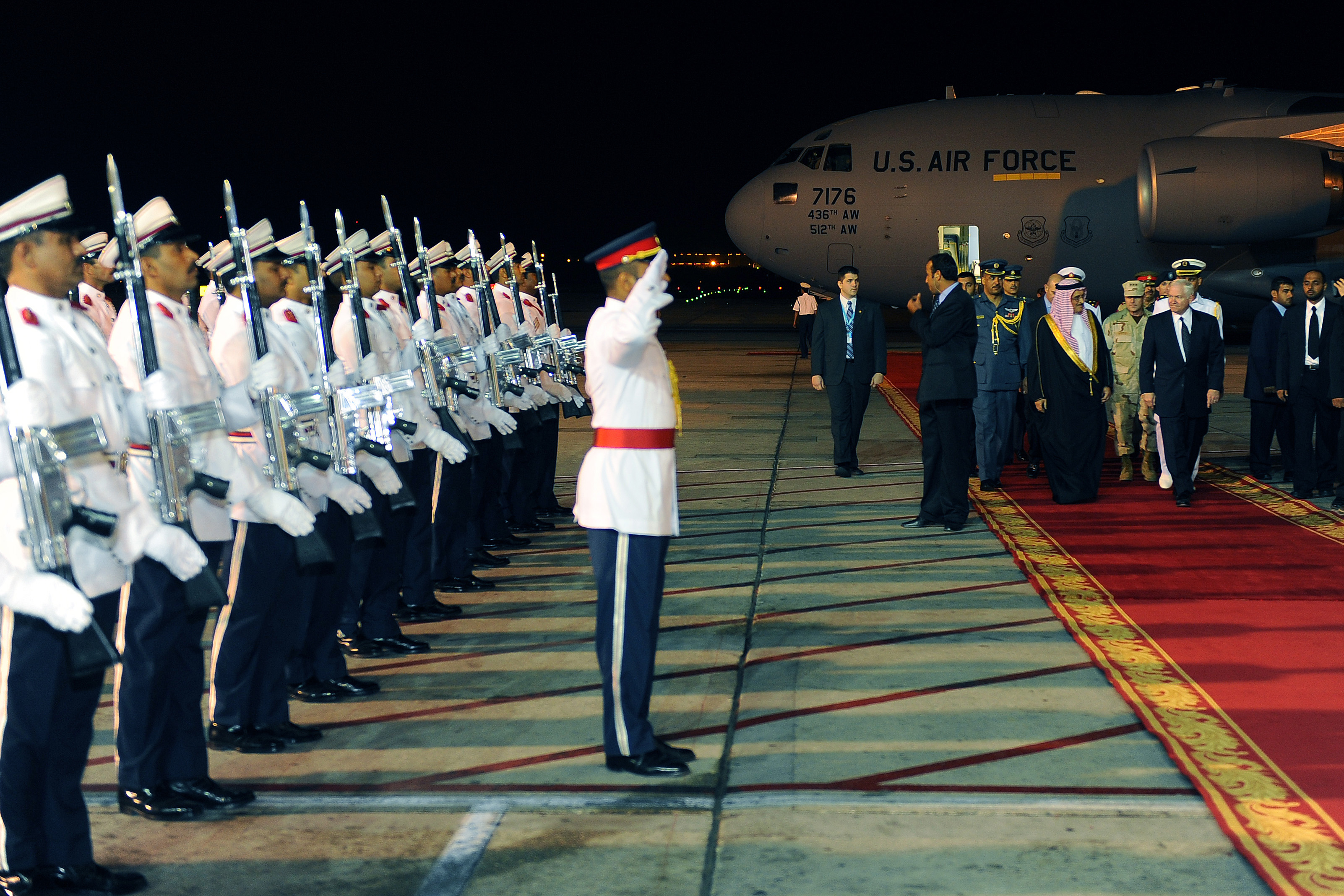
Scheich Muhammad bin Abdullah Al Chalifa, der Verteidigungsminister, empfängt US-Verteidigungsminister Robert Gates am Flughafen in Manama (2008)

Das politische System Bahrains wird als repressiv bewertet.
Gemäß der Verfassung, zuletzt geändert 2012, ist Bahrain eine konstitutionelle Monarchie. Der Islam ist Staatsreligion und die Scharia ist die Hauptquelle der Gesetzgebung. Der König ernennt und entlässt die Regierung und hat darüber hinaus das Recht, das Abgeordnetenhaus aufzulösen und Neuwahlen auszuschreiben. Alle Bahrainer im Alter ab 18 Jahren sind wahlberechtigt. Seit 2002 verfügt Bahrain über ein parlamentarisches Zwei-Kammer-System, bestehend aus dem Shura-Rat (Beratende Versammlung, Oberhaus), dessen vierzig Mitglieder direkt vom König ernannt werden, und dem gewählten Parlament (Unterhaus) mit ebenfalls 40 Abgeordneten.
1999 erhielten Frauen auf lokaler Ebene das passive Wahlrecht. 2001 stimmten bei dem Referendum über die neue Verfassung auch Frauen ab. Diese bestätigte die Rechte der Frauen und trat 2002 in Kraft. Am 23. Oktober 2002 gingen Frauen in Bahrain erstmals zur Parlamentswahl.

### Gesetzgebung
Das Parlament unterteilt sich in ein Abgeordnetenhaus (Madschlis an-Nuwwab), dessen 40 Mitglieder alle vier Jahre gewählt werden, und eine Ratsversammlung (Madschlis asch-Schura), deren ebenfalls 40 Mitglieder vom König ernannt werden. (Zweikammersystem)
Laut Verfassung ist die Scharia eine der Hauptquellen der Gesetzgebung. Die Rechtsprechung ist unabhängig. Hindus und Christen unterliegen einer modifizierten britischen Rechtsprechung.
Bei den Wahlen zum Abgeordnetenhaus vom 24. und 31. Oktober 2002 errang die Liste islamischer Gemeinschaften 19, unabhängige Kandidaten 18 und Liberale drei Sitze. Bei den Parlamentswahlen am 25. November 2006 zog erstmals mit Latifa al-Qaʿud eine Frau als Abgeordnete in das Parlament ein. Am 23. Oktober 2010 gab es Parlamentswahlen.

### Politische Indizes
| Name des Index                     | Indexwert    | Weltweiter Rang | Interpretationshilfe | Jahr |
| ---------------------------------- | ------------ | --------------- | --- | ---- |
| Fragile States Index               | 64,2 von 120 | 100 von 179     | Stabilität des Landes: Warnung 0 = sehr nachhaltig / 120 = sehr alarmierend Rang: 1 = fragilstes Land / 179 = stabilstes Land | 2024 |
| Demokratieindex                    | 2,45 von 10  | 138 von 167     | Autoritäres Regime 0 = autoritäres Regime / 10 = vollständige Demokratie                                                      | 2024 |
| Freedom in the World Index         | 12 von 100   | —               | Freiheitsstatus: unfrei 0 = unfrei / 100 = frei                                                                               | 2024 |
| Rangliste der Pressefreiheit       | 30,2 von 100 | 157 von 180     | Sehr ernste Lage für die Pressefreiheit 100 = gute Lage / 0 = sehr ernste Lage                                                | 2025 |
| Korruptionswahrnehmungsindex (CPI) | 53 von 100   | 53 von 181      | 0 = sehr korrupt / 100 = sehr sauber                                                                                          | 2024 |

### Menschenrechte
Bahrain hat die Allgemeine Erklärung der Menschenrechte der Vereinten Nationen unterschrieben. Dennoch kommt es laut Menschenrechtsorganisationen zu systematischen Verstößen vor allem der Rechte von Kindern und Frauen (siehe auch Frauenrechte im Islam).

#### Rechtsstaatlichkeit
Kinder werden in Bahrain in Gefängnissen misshandelt und gefoltert, sagte die Menschenrechtsorganisation Amnesty International auf einer Pressekonferenz Ende 2013. Gruppen von Kindern würden unter dem Verdacht, an regierungskritischen Protesten beteiligt gewesen zu sein, gefangen genommen und inhaftiert. Einige Kinder seien bei ihrer Inhaftierung erst 13 Jahre alt gewesen. Ihnen seien die Augen verbunden und sie seien mit Schlägen traktiert worden. Diese Zustände dokumentierte Amnesty nachweislich für den Zeitraum ab 2011. Es sei zu Vergewaltigungen gekommen, um „Geständnisse“ zu erzwingen.

#### Rechte der Frauen
Frauen werden in Bahrain unterdrückt. Der Global Gender Gap Report listet Bahrain auf den 131. Platz von 146 Ländern.
Das Scharia-Gesetz erlaubt Männern, maximal vier Frauen zu haben, obwohl für schiitische Männer durch Zeitehen mehr Frauen erlaubt sind. Jedoch haben nur vier Prozent der geschätzten 500.000 Männer des Landes mehr als eine Frau.

#### Pressefreiheit
Die Presse in Bahrain gehört zu den unfreiesten der Welt. Zensur und repressive Gesetzgebung verhindern freien Journalismus. In Bahrain sitzen sechs Blogger und Bürgerjournalisten in Haft.

### Außenpolitik

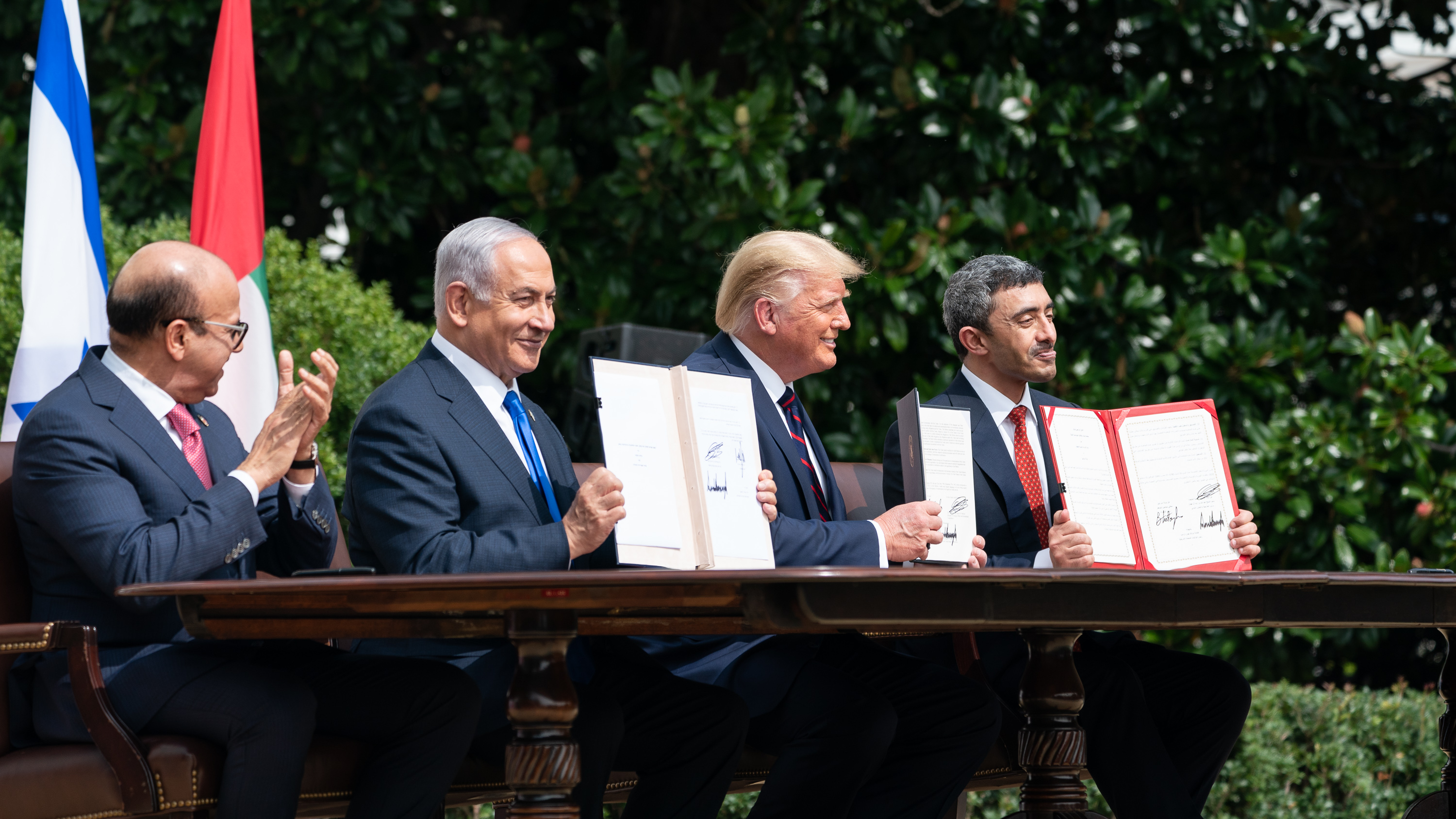
Der Friedensvertrag zwischen Israel, dem Königreich Bahrain und den Vereinigten Arabischen Emiraten wurde am 15. September 2020 vor dem Weißen Haus in Washington unterzeichnet.

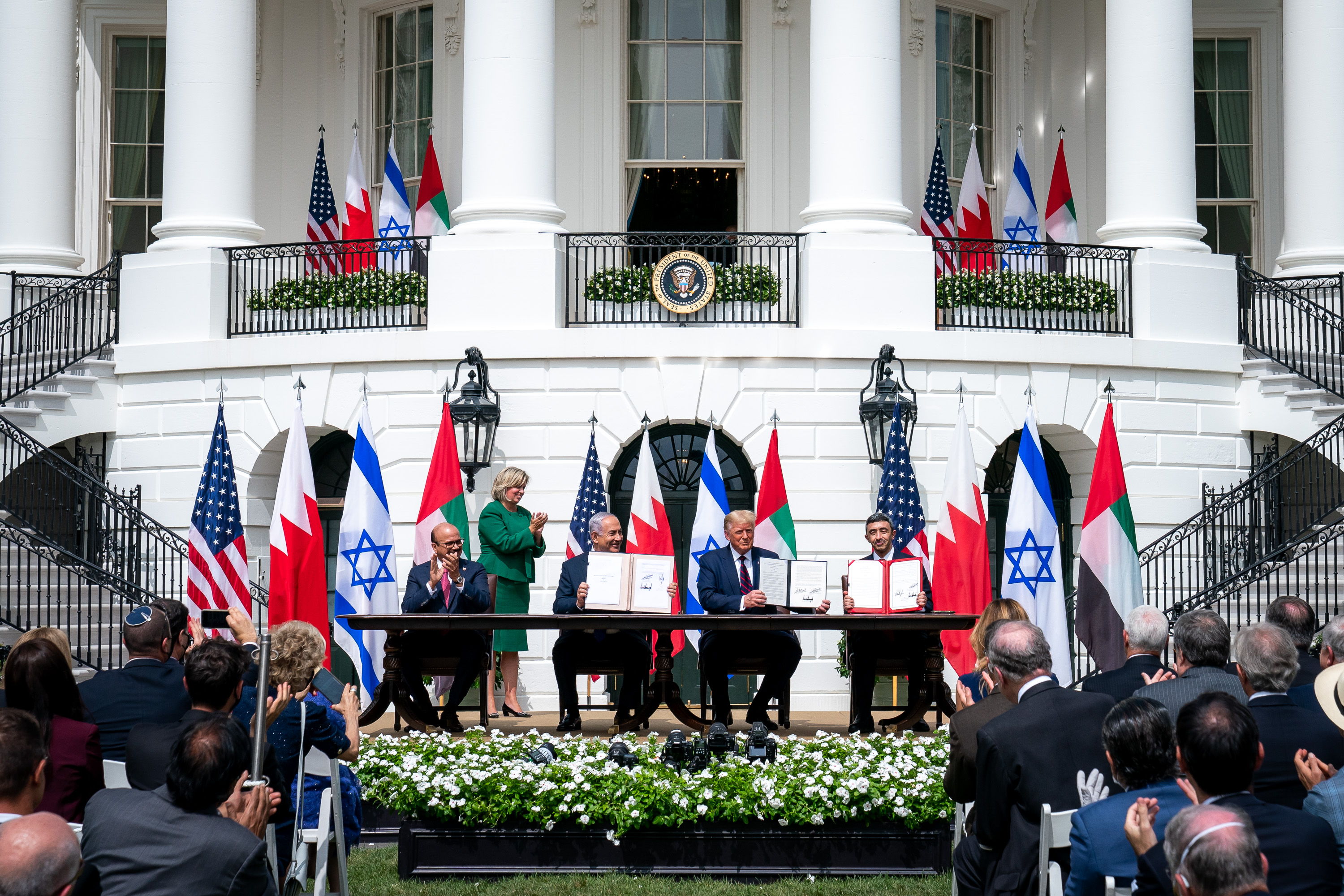
Vor dem Weißen Haus in Washington mit dem Vertrag: Trump, Netanjahu, Nahjan und Al Sajani

Bahrain ist Mitglied der Vereinten Nationen (seit 21. September 1971), der Arabischen Liga, der OAPEC und des Golf-Kooperationsrates.
Die Beziehungen zu Saudi-Arabien und den übrigen Mitgliedern des Golfkooperationsrates sowie den USA (Strategische Allianz) sind seit Jahrzehnten die beiden Grunddeterminanten der bahrainischen Außenpolitik. In Bahrain befindet sich das regionale Hauptquartier der 5. US-Flotte. Das 2006 in Kraft getretene Freihandelsabkommen mit den USA ist ebenfalls Ausdruck dieser engen Beziehungen. Bahrain steht seit 2002 auf der Liste der Major non-NATO ally und gehört damit zu den engsten diplomatischen und strategischen Partnern der USA außerhalb der NATO.
Bahrain ist bemüht, sich unter weitgehendem Verzicht auf exponierte inhaltliche Festlegungen, besonders bei Regionalfragen (Nahostfriedensprozess, Irak, Iran, Syrien, Jemen, Ägypten), als flexibler und seriöser Gesprächspartner zu profilieren. Bahrain ist im September 2014 der von den USA geführten Allianz gegen die Terrororganisation Islamischer Staat beigetreten. Anfang November 2014 lud die bahrainische Regierung zu einer internationalen Konferenz zur Bekämpfung der Terrorismusfinanzierung ein. Im Dezember 2016 richtete Bahrain zum 12. Mal den als Manama Dialog fest etablierten Golfsicherheitsdialog aus, den das Londoner International Institute for Strategic Studies konzipiert und organisiert.
Bahrain beobachtet die Lage in arabischen Staaten mit schiitischem Bevölkerungsanteil, insbesondere Irak, Syrien, Libanon und Jemen, mit großer Aufmerksamkeit. Das Verhältnis zu Iran ist von Misstrauen in Bezug auf dessen regionalen Machtbestrebungen geprägt und erreichte infolge des Abbruchs der diplomatischen Beziehungen im Januar 2016, nachdem kurz zuvor schon Saudi-Arabien und der Sudan diesen Schritt vollzogen hatten, einen neuen Tiefpunkt. In der Vergangenheit hatten iranische Politiker mehrfach die Unabhängigkeit Bahrains in Frage gestellt. Bahrain wirft Iran zudem vor, sich in die inneren Angelegenheiten einzumischen und seit den Unruhen in Bahrain im Februar/März 2011 Einfluss auf die schiitische Opposition und insbesondere die radikalisierte Jugend in Bahrain zu nehmen.
Ein Friedensvertrag zwischen Israel und Bahrain mit dem Königreich Bahrain durch den Außenminister Abdullatif bin Raschid al-Sajani und Israels Ministerpräsidenten Benjamin Netanjahu erfolgte zeitgleich mit dem Friedensvertrag zwischen Israel und den Vereinigten Arabischen Emiraten durch den Außenminister der Vereinigten Arabischen Emirate, Abdullah bin Said al-Nahjan, auch Abraham-Abkommen genannt, am Dienstag, dem 15. September 2020 um 13:37 Uhr vor dem Weißen Haus in Washington in Anwesenheit von US-Präsident Donald Trump.

### Militär
Die Streitkräfte Bahrains bilden die Landesverteidigung. Das etwa 10.000 Soldaten (Stand: 2020) starke Militär setzt sich aus dem Heer, den Luftstreitkräften, der Marine, den Luftverteidigungsverbänden und der Königlichen Garde zusammen. Bahrain gab 2019 knapp 3,7 Prozent seiner Wirtschaftsleistung oder 1,4 Milliarden US-Dollar für seine Streitkräfte aus. In der Armee arbeiten auch Ausländer.

### Verwaltungsgliederung
Bahrain ist seit September 2014 in vier Gouvernements eingeteilt.
1. Hauptstadtgouvernement
2. Gouvernement Muharraq
3. Nördliches Gouvernement
4. Südliches Gouvernement

## Wirtschaft

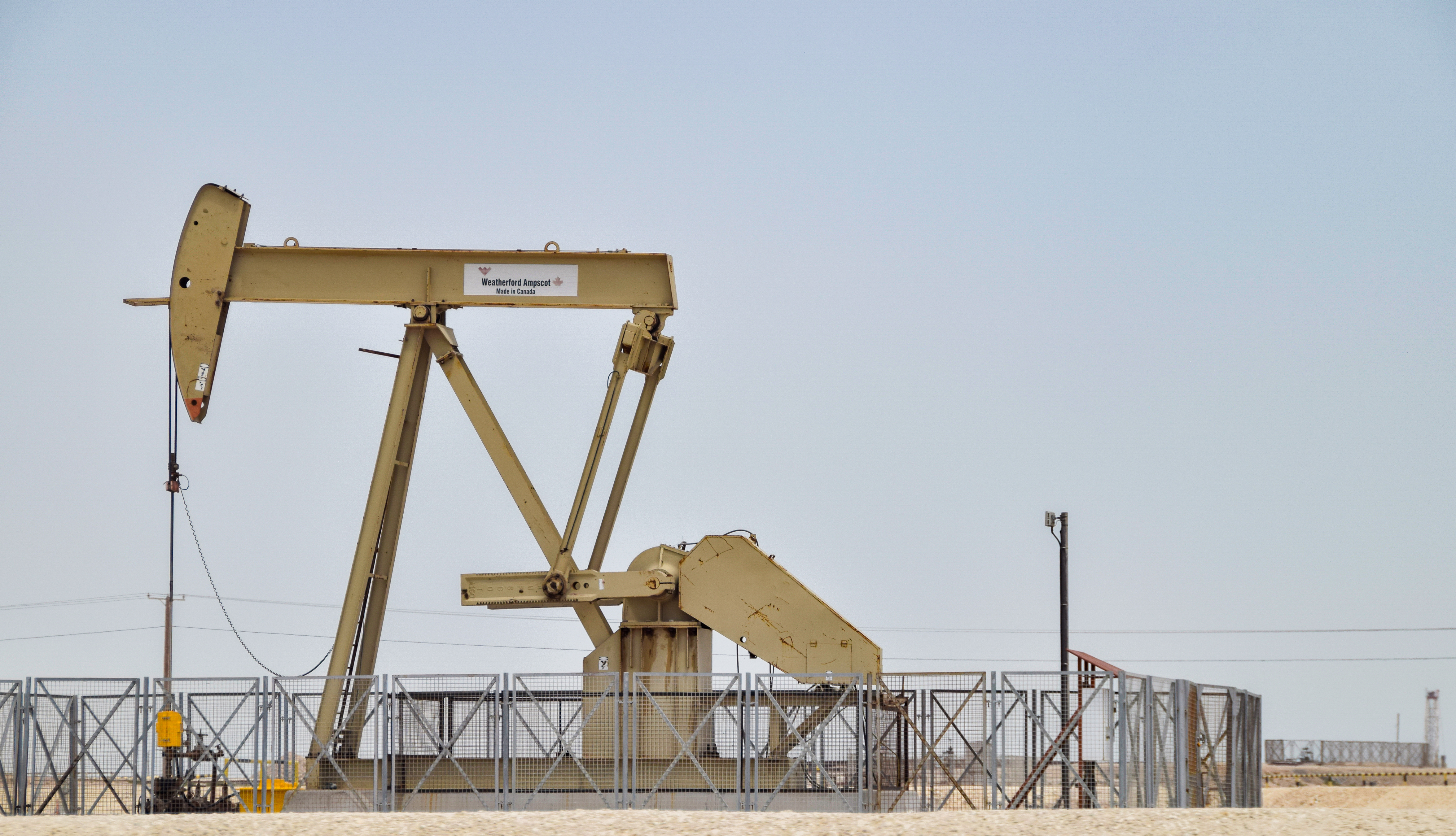
Pferdekopf-Erdölpumpe in Bahrain (2019)

Die gewerbliche Wirtschaft wird von öl- und aluminiumexportierenden Industriezweigen dominiert. Zurzeit werden zwei Drittel des Bruttosozialprodukts im Dienstleistungsbereich erwirtschaftet, während Öl und Gas mit 12 % am BIP beteiligt sind, aber 77 % der gesamten Regierungseinnahmen und damit des Budgets erwirtschaften. Die starke Abhängigkeit vom Erdöl versucht Bahrain durch weitere Umstrukturierung der Wirtschaft und Diversifikation der Industrie zu vermindern. Das Bruttoinlandsprodukt (BIP) für 2023 wird auf 46 Milliarden US-Dollar geschätzt. In Kaufkraftparität beträgt das BIP 100 Milliarden US-Dollar oder 63.498 US-Dollar je Einwohner. Das reale Wachstum betrug im selben Jahr geschätzt 3,0 %. Beim BIP pro Kopf nach realer Kaufkraft liegt Bahrain weltweit auf Rang 26. Die Landwirtschaft machte einen Anteil von 0,3 % am BIP aus, die Industrie 33,8 % und die Dienstleistungen 65,9 %. Beschäftigt waren 2004 1 % der Erwerbstätigen in der Landwirtschaft, 32 % in der Industrie und 67 % im Dienstleistungssektor. Die Inflation lag 2022 im Durchschnitt bei 3,6 %. Durch den sinkenden Ölpreis sind die Staatsfinanzen Bahrains in eine erhebliche Schieflage geraten. Das Haushaltsdefizit betrug 2022 ca. 5,1 % der Wirtschaftsleistung. Die Staatsverschuldung lag 2023 bei 123 % des BIP. Die Kreditwürdigkeit des Landes wurde von den Rating-Agenturen 2024 als „spekulativ“ bewertet.
Im Global Competitiveness Index, der die Wettbewerbsfähigkeit eines Landes misst, belegt Bahrain Platz 44 von 137 Ländern (Stand 2017–2018). Im Index für wirtschaftliche Freiheit belegt Bahrain für 2024 Platz 54 von 176 Ländern.
| Jahr                                    | 2010   | 2015   | 2016   | 2017   | 2018   | 2019   | 2020   | 2021   | 2022   | 2023   |
| --------------------------------------- | ------ | ------ | ------ | ------ | ------ | ------ | ------ | ------ | ------ | ------ |
| BIP in Mrd. USD (Kaufkraftparität)      | 52,0   | 67,3   | 70,5   | 75,3   | 78,2   | 84,0   | 78,7   | 82,7   | 93,9   | 100,1  |
| BIP pro Kopf in USD (Kaufkraftparität)  | 42.140 | 49.101 | 49.528 | 50.185 | 51.993 | 56.600 | 53.436 | 54.940 | 61.395 | 63.498 |
| BIP-Wachstum (real)                     | 4,3 %  | 2,5 %  | 3,8 %  | 5,0 %  | 2,1 %  | 2,1 %  | −5,9 % | 4,4 %  | 6,0 %  | 3,0 %  |
| Inflation (in Prozent)                  | 2,0 %  | 1,8 %  | 2,8 %  | 1,4 %  | 2,1 %  | 1,0 %  | −2,3 % | −0,6 % | 3,6 %  | 0,1 %  |
| Staatsverschuldung (in Prozent des BIP) | 29 %   | 63 %   | 77 %   | 84 %   | 90 %   | 97 %   | 126 %  | 122 %  | 111 %  | 123 %  |

### Landwirtschaft
Auf den wenigen landwirtschaftlich genutzten Flächen werden Datteln und Gemüse angebaut. In der Viehzucht werden Rinder, Ziegen und Schafe gehalten. Aufgrund der Überfischung im Persischen Golf verliert die Fischereiwirtschaft, die mit traditionellen Daus betrieben wird, an Bedeutung.

### Bodenschätze und Industrie
Neben intensiv genutzten Erdöl- und Erdgasvorkommen wird seit 2008 neues Öl gesucht. Im Jahr 2018 wurde das größte Erdölvorkommen der Landesgeschichte entdeckt. Bahrain besitzt seit 1971 Aluminiumfabriken mit 3 % Weltmarktanteil. Daneben entwickelt sich der Schiffbau zu einer bedeutenden Branche. An Bedeutung gewinnt die Aluminiumrecyclingindustrie.

### Dienstleistung und Tourismus
Aufgrund der limitierten Ölreserven hat das Land sich ein zweites Standbein durch einen Offshore-Bankensektor geschaffen. Bahrain ist heute eines der wichtigsten Finanzdienstleistungszentren des Nahen Ostens.
Auch der innerarabische Tourismus mit 12,7 Millionen Besuchern 2017 ist – vor allem wegen der lockeren Sitten in Bahrain und des liberalen Alkoholausschanks verbunden mit der Nähe zu Saudi-Arabien – ein wichtiger Faktor. Aus dem westlichen Ausland kommen eher weniger Individualtouristen. Bahrain besitzt kaum natürliche Badestrände, die zudem wenig gepflegt und sehr abgelegen oder in privater Hand sind. Einige Hotels haben künstliche Strände angelegt.
An der abgelegenen Südostspitze der Insel wird seit 2004 das private Urbanisationsprojekt Durrat al-Bahrain mit 13 künstlichen Inseln – in den gleichen Formen innen „Fische“ und außen „Hufeisen“ – und einer Marina für Großboote und Yachten entwickelt. Hier gibt es für insgesamt geplant 7,3 Milliarden US-Dollar Investitionssumme angelegte private Strandabschnitte, Villen, Apartmenthäuser, Freizeit- und im sehr kleinen Rahmen Einkaufsmöglichkeiten. Die Investitionen bedienen in erster Linie wohlhabende arabische Zweitwohnsitzinhaber.

### Finanzwirtschaft
Das Land führt eine Wertpapierbörse – die Bahrain Bourse. Außerdem verfügt der Staat über einen Staatsfonds - die Mumtalakat Holding Company, welche mit ihren Investments die Abhängigkeit des Landes von der Öl und Aluminiumindustrie verringern soll.

### Außenhandel
2003 importierte Bahrain vor allem Rohöl, Maschinen und Transportausrüstungen aus Saudi-Arabien, den USA, Frankreich, Deutschland und aus dem Vereinigten Königreich.
Es exportierte vor allem Erdöl und Erdölprodukte nach Saudi-Arabien, in die USA, nach Taiwan, nach Indien, Japan und Südkorea.

### Staatshaushalt
Der Staatshaushalt umfasste 2017 Ausgaben von umgerechnet 9,4 Mrd. US-Dollar, dem standen Einnahmen von umgerechnet 5,85 Mrd. US-Dollar gegenüber. Im Jahr 2018 beschloss das Land ein Reformprogramm, das von einem USD 10 Mrd. Kredit der Nachbarstaaten Saudi-Arabien, Vereinigte Arabische Emirate und Kuwait flankiert wurde. Das Haushaltsdefizit Bahrains sank 2019 auf 4,7 % des BIP nach 6,8 % im Jahr 2018. Die Staatsverschuldung war vor den Reformmaßnahmen auf annähernd 93 % des BIP gestiegen.
Aufgrund seiner Wirtschaftslage erhebt der Staat mit Ausnahme bei Ölgesellschaften keine Einkommensteuer, womit das Land zu den sogenannten Steueroasen gehört. Jedoch werden in der gehobenen Gastronomie und auch der Hotellerie Verbrauchsteuern von bis zu 20 % erhoben. 2019 wurde eine Mehrwertsteuer von 5 % eingeführt.
2020 betrug der Anteil der Staatsausgaben (in % des BIP) folgender Bereiche:
- Gesundheit: 4,2 %
- Bildung: 2,2 %
- Militär: 3,1 % (2023)

## Verkehr

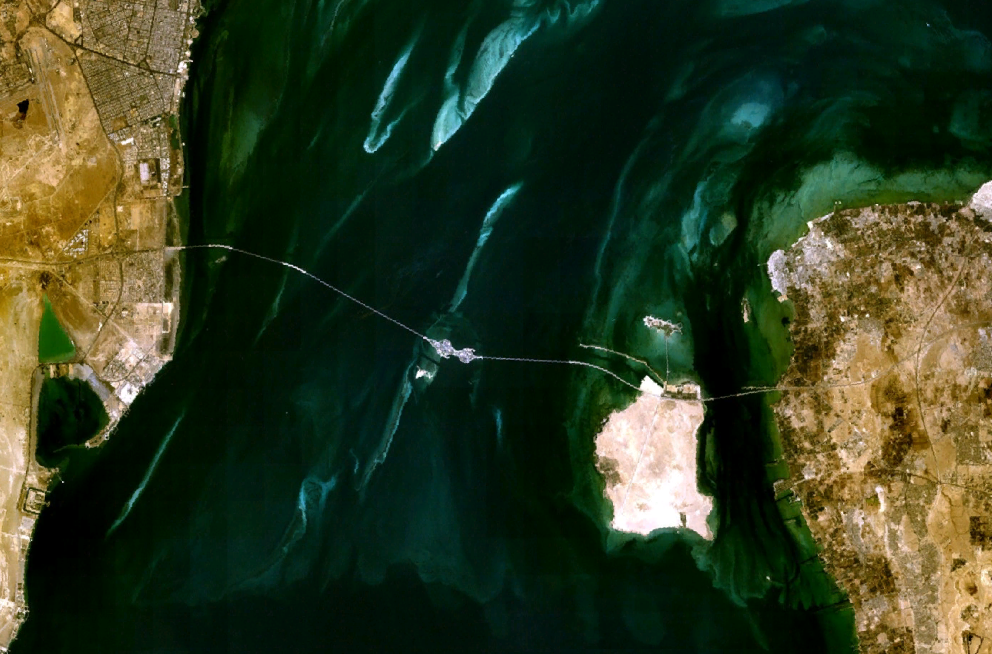
Der King Fahd Causeway verbindet Saudi-Arabien (links) und Bahrain (rechts).

Bis 1986 war Bahrain nur mit Schiff und Flugzeug erreichbar. Seitdem besteht der King Fahd Causeway als Straßenverbindung über das Meer nach Saudi-Arabien und wird jährlich von bis zu 3 Millionen Fahrzeugen genutzt. Eine weitere Verbindung nach Katar, die Freundschaftsbrücke, ist geplant; dieses Bauwerk wäre dann die längste Seebrücke der Welt. Der einzige Verkehrsflughafen des Kleinstaates ist der Internationale Flughafen Bahrain auf der Insel al-Muharraq. Er ist Sitz der staatlichen Fluggesellschaft Gulf Air.
Die bisherige Hafenkapazität südlich des Ortes al-Hidd wurde überwiegend für die Verladung von Rohöl benutzt. Da auch in Bahrain dieser Einkommenszweig allmählich zur Neige geht, hat man seit 2005 mit Hochdruck an der Schaffung neuer Hafenkapazitäten gearbeitet. Südöstlich der bestehenden Anlage wurde auf einer aufgeschütteten Halbinsel der neue Hafen Hidd Port gebaut und im März 2009 in Betrieb genommen. Er dient mit einer Kapazität von 1,1 Millionen TEU vor allem dem Containerumschlag und folgt damit ähnlichen Ausbauten wie in Dubai, Abu Dhabi und Katar.
Das gesamte Straßennetz umfasste 2010 etwa 4122 km, wovon 3392 km asphaltiert sind.

## Kultur

### Sehenswürdigkeiten

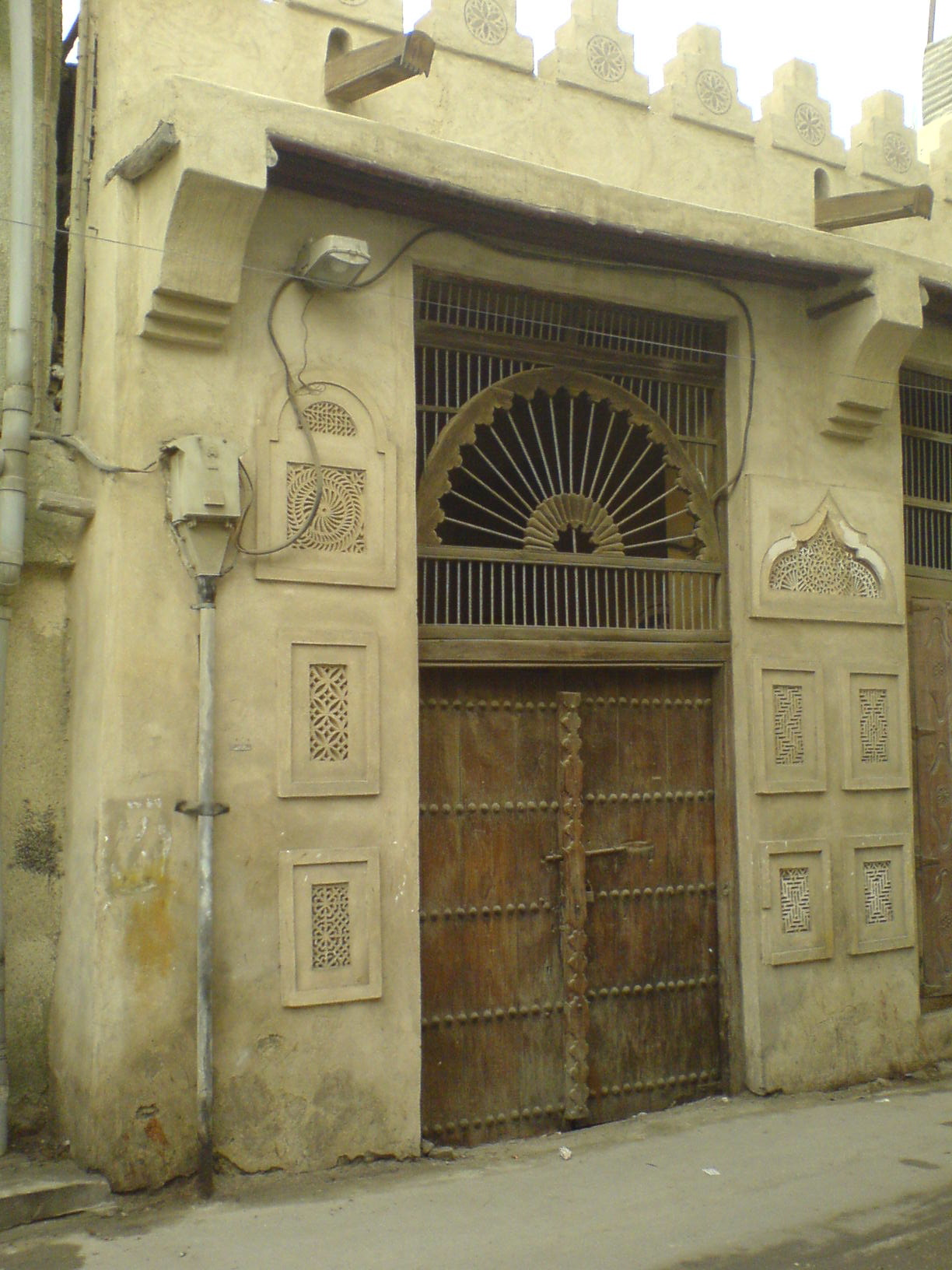
Tür eines alten traditionellen Hauses in al-Muharraq

Bahrain ist die Insel der größten prähistorischen Grabstätten der Welt. Tausende Hügelgräber erstrecken sich auf 30 km² entlang der Straßen zwischen den einzelnen Vierteln. Die Anzahl wird auf 170.000 geschätzt.
Die in al-A’ali gefundenen Totengrüfte werden als Königsgräber bezeichnet. Beeindruckend ist ihre Größe, teils 40 m im Durchmesser und 24 m hoch.
Die Altstadthäuser Muharraqs gehören zu den ältesten des Landes: Das Haus des Perlenhändlers, Bait as-Siyadi, das ehemalige Herrscherhaus, Bait Isa bin Ali.
Das Al-Dschasra-Haus zeigt recht authentisch ein Bild der Räumlichkeiten, und wie früher ein schlichtes Zuhause aussah.
Das Arad-Fort wurde Ende des 15. Jh. erbaut und in der Dhau-Werft kann man den Bootsbauern über die Schulter schauen.
Qalʿat al-Bahrain (Archäologische Stätte des Forts von Bahrain) ist seit den 1950er-Jahren die bedeutendste Ausgrabungsstätte. Hier wurden Tempel freigelegt, die vermutlich aus der Dilmun-Zeit, dem 2. Jahrtausend v. Chr. stammen. Der Barbar-Tempel, der Diraz-Tempel und der Sar-Tempel liegen am nördlichen Ende der Insel.
Seit 1976 versucht man im Reservat al-ʿAreen, fast ausgestorbene Tiere und Pflanzen zu erhalten. Auch ein kleiner Zoo ist zu besuchen. Außerdem gibt es Busrundfahrten zu verschiedenen Gehegen.
Der Baum des Lebens Schadscharat al-Haya im Süden des Landes ist ein riesiger Mesquite-Baum, von dem niemand weiß, woher er sein Wasser bezieht.
In Janabiyya ist eine riesige Kamelfarm, die nur von westlichen Touristen besucht werden darf.
Die Formel-1-Strecke in Sakhir, der Bahrain International Circuit, kann an einigen Wochentagen besichtigt werden.
Familien aus den Nachbarländern und auch die Einheimischen besuchen gerne die Einkaufszentren in Seef, die besuchenden Männer bevorzugen die Vergnügungsviertel in Hoora und Juffair, wo sie Alkohol, Drogen und jede Art von Sex gegen Bezahlung bekommen können. Die Aktivitäten sind leicht verdeckt und selten gibt es Razzien und Bestrafungen.
Im Süden in der Nähe der Formel-1-Strecke gibt es einen kleinen Zoo, den Al-Areen-Wildpark. In der Nähe des Wildparks befindet sich ein großer Wasserpark, das ‚Lost Paradise of Dilmun‘. Überall in Bahrain gibt es kleinere Parks, in Budaya einen kleinen botanischen Garten.

#### Sehenswürdigkeiten in Manama

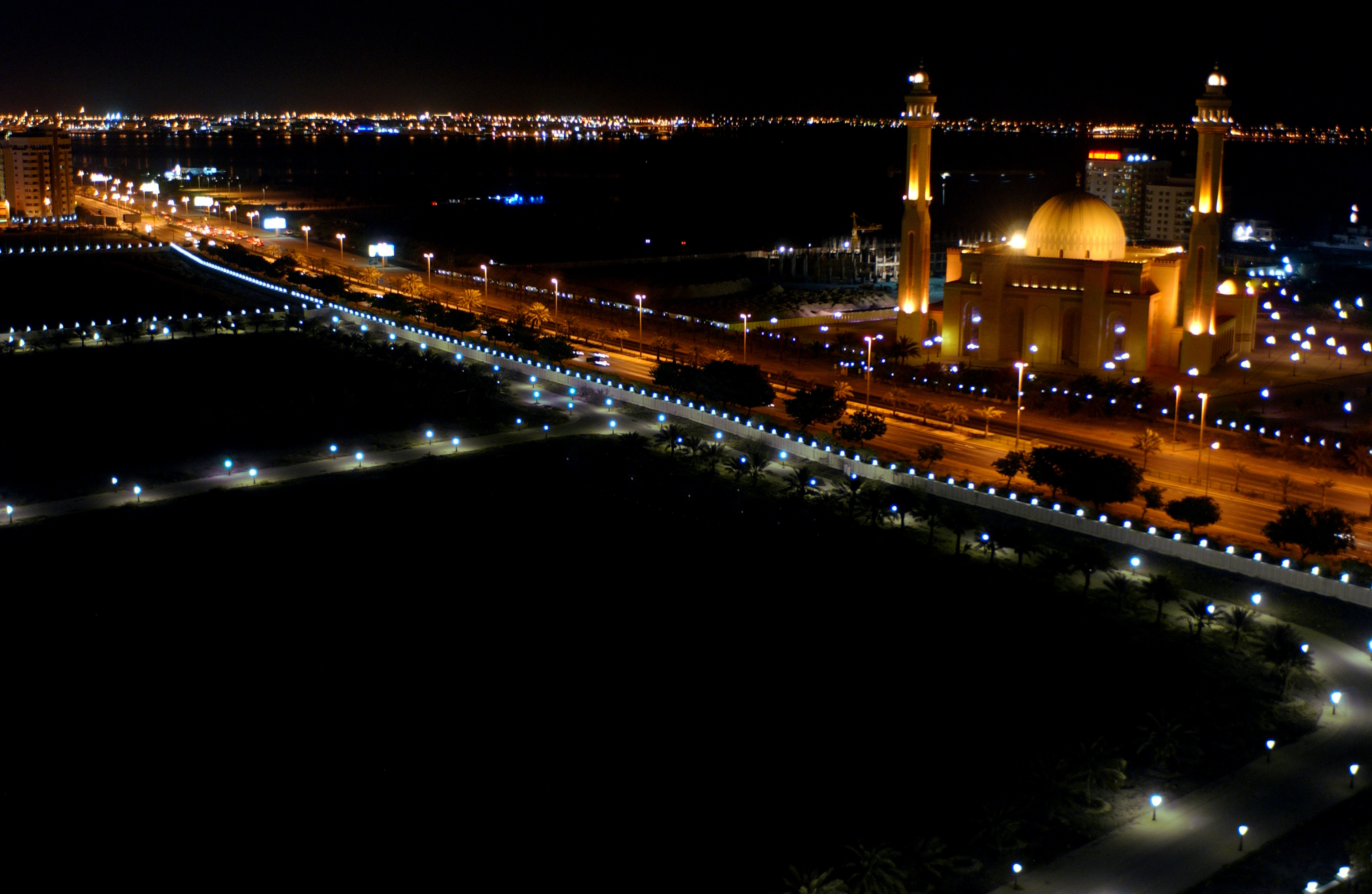
Größte sunnitische Moschee al-Fatih in Manama

Während Manama in der Diplomatic Area und in Seef mit Glastürmen und Hochhäusern ein Finanzzentrum darstellt, gibt es auch traditionsreiche, orientalische Viertel mit Windtürmen.
Der durch das Bahrain-Tor (Bab al-Bahrain) zugängliche Suq mit seiner ihn durchquerenden Goldstraße lag zuvor direkt an der Küste, doch durch die Gewinnung von Land rückten Häuser und Plätze immer mehr vom Wasser weg. Im Suq ist auch ein großer Hindutempel beheimatet. In der Umgebung befinden sich zudem einige Kaufmannshäuser, deren Verzierungen den einstigen Reichtum seiner Besitzer zeigen.
Manama war Kulturhauptstadt der Arabischen Welt im Jahr 2012.

#### Museen und Moscheen
Eines der größten Museen der Golfregion ist das Nationalmuseum im Norden Manamas, welches Kultur und Geschichte vermittelt.
Als Museum für Tradition gibt es seit 1948 das Heritage Center, ein Gebäude aus dem Jahre 1937, das einst den Staatsgerichtshof beherbergte.
Das Haus des Koran, Bait al-Qur'ān, ist ein Koranmuseum. Auch ungewöhnliche Exemplare des Werkes, wie das Kleinste, das Älteste oder der erste in Deutschland gedruckte Koran, werden dort präsentiert.
Ein paar Straßen weiter befindet sich das Münzmuseum mit 250 Münzen aus Gold, Silber und Bronze.
Im Stadtteil Juffair befindet sich mit der sunnitischen Ahmed-al-Fatih-Moschee die größte Moschee des Landes mit Platz für 7000 Gläubige.
Als Beispiel früherer Architektur zeigt sich die al-Chamīs-Moschee aus dem 8. Jahrhundert.

#### Einkaufszentren
In Bahrain befinden sich viele Einkaufszentren. Die beliebtesten und größten sind das Bahrain City Center, Al ’Ali Mall und die Seef Mall – alle in einer Straße in Seef. Diese Malls sind wie alle Malls von westlichen Marken geprägt, haben aber auch arabische Artikel wie z. B. Abaya oder Jalabiya. Die Moda Mall im Bahrain World Trade Center ist mehr für exklusive Marken. In den letzten Jahren vermehrten sich die Malls stark und es kamen unzählige neue Malls dazu. Erwähnenswert scheint nur The Avenues zu sein, eine Mall gegenüber dem Four Seasons Hotel direkt am Meer. Man kann draußen sitzen und spazieren gehen. Das Angebot ist in allen Malls sehr ähnlich.

### Sport
Das jährliche Formel-1-Rennen „Großer Preis von Bahrain“ fand 2004 erstmals statt. Im Jahr 2011 fiel es aufgrund politischer Unruhen aus. Das für März 2020 geplante Rennen wurde aufgrund der COVID-19-Pandemie zunächst auf unbestimmte Zeit verschoben und fand dann im November statt.
Die bahrainische Fußballnationalmannschaft ist gemessen an der Größe des Landes eine sehr erfolgreiche Fußballelf. Bei der Asienmeisterschaft 2004 in China erreichte sie den vierten Platz nach einer 2:4-Niederlage gegen Iran im Spiel um den 3. Platz. Bei der Qualifikation zur Weltmeisterschaft 2006 in Deutschland erreichte die Mannschaft ihre bisher beste Platzierung im Rahmen dieses Wettbewerbes. Nachdem sie in der letzten Gruppenphase der Asien-Qualifikation stand, erreichte die Mannschaft die Play-offs um die Qualifikation zur WM. Dort verlor sie dann allerdings gegen die Auswahl von Trinidad und Tobago knapp mit einem Gesamtergebnis von 1:2 und verpasste damit die Qualifikation für das Turnier. Auch bei der Qualifikation zur Weltmeisterschaft 2010 in Südafrika stand das Team in der letzten Play-off-Runde und schied gegen Neuseeland nach einem 0:0 zu Hause und einem 0:1 auswärts aus.
Die erste olympische Medaille für Bahrain gewann Maryam Yusuf Jamal, eine eingebürgerte Äthiopierin, mit der Bronzemedaille im 1500-Meter-Lauf während der Olympischen Spiele 2012 in London.
Bei den Olympischen Spielen 2008 in Peking lief der bahrainische Mittelstreckenläufer Rashid Ramzi, ein eingebürgerter Marokkaner, die schnellste Zeit über 1500 m. Die olympische Goldmedaille wurde ihm jedoch im November 2009 vom IOC wegen Dopings aberkannt.
In der Snooker-Saison 2008/09 fand in Bahrain mit der Bahrain Championship ein Snookerweltranglistenturnier statt.
Bei der Handball-Weltmeisterschaft der Männer 2011 in Schweden nahm erstmals die bahrainische Nationalmannschaft teil.
Im Mai 2015 formierte der Scheich das Bahrain Elite Endurance Triathlon Team. Im Juli folgte der Gewinn der Ironman-Europameisterschaft, im August der Ironman-70.3-Weltmeisterschaft und im Oktober der Sieg beim Ironman Hawaii.
Für die Olympischen Spiele 2016 bürgerte das Land mehrere Leichtathleten ein, darunter die (ursprünglich) kenianischen Marathonläuferinnen Rose Chelimo und Eunice Kirwa. Cholima gewann bei den Leichtathletik-Weltmeisterschaften 2017 in London Gold im Marathon der Frauen. 2019 gewann sie in Katar bei den Weltmeisterschaften die Silbermedaille.
Das 30.000 Zuschauer fassende Nationalstadion in Riffa, südlich der Hauptstadt Manama, wird hauptsächlich als Fußballstadion genutzt.
Im Januar 2023 wurde erstmals auf dem Bahrain International Circuit ein Turnier der World Series of Darts ausgetragen.
Special Olympics Bahrain wurde 1990 gegründet und nahm mehrmals an Special Olympics Weltspielen teil.